# عبد الحكيم بلعابد
عبد الحكيم بلعابد (ولد في 10 مايو 1964 قالمة-)، سياسي ومهندس جزائري، كان وزيرا للتربية الوطنية من 31 مارس 2019 إلى 4 يناير 2020، خلفا لنورية بن غبريط. وأعيد تعيينه في نفس المنصب في 7 يوليو 2021. وتم ازالته واستخلافه بي محمد صغير سعداوي

## سيرة
حائز على دبلوم هندسة الكمبيوتر عام 1988 ، وهو يعمل مُدرِّسًا قبل أن يشغل مناصب مختلفة في قطاع التعليم على مستوى ولاية الجزائر ومن ثم داخل وزارة التربية الجزائرية الى ان أصبح وزيرا للقطاع.

### المؤهلات العلمية والشهادات
- مهندس دولة في الأعلام الآلي، جوان 1988
- بكالوريا رياضيات، جوان 1983 [7]

## وظائف
- وزير التربية الوطنية حاليا منذ 07 يولير 2021
- وزير التربية الوطنية في الفترة الممتدة من 31 مارس 2019 إلى 4 يناير 2020.
- أمين عام بوزارة التربية الوطنية 2015 - 2019
- رئيس الديوان بوزارة التربية الوطنية 2013 - 2015
- مدير دراسات بالأمانة العامة لوزارة التربية الوطنية
- مستشار وزير التربية الوطنية
- مدير مركزي لتسيير الموارد البشرية
- مدير مركزي لتسيير الأنظمة المعلوماتية
- مدير فرعي لتقييس الهياكل والتجهيزات
- مدير فرعي للتخطيط والخريطة المدرسية
- مدير التوجيه والتقويم والتكوين والامتحانات بمفتشية أكاديمية ولاية الجزائر
- مدير عام للديوان الوطني لمحو الأمية وتعليم الكبار
- رئيس مصلحة التوجيه والامتحانات
- أستاذ مهندس